# BE QUIET
『BE QUIET』（ビー・クワイエット）はHOUND DOGが1987年12月10日にリリースした9枚目のオリジナル・アルバム。

## 解説
当時の所属事務所であるマザーエンタープライズが設立したレーベル「MOTHER & CHILDREN」からの第一弾。当時、大友がレギュラー出演していた文化放送のラジオ番組「SCHOOL'S OUT」のオープニングテーマ「BLACKBOARD JUNGLE」を含む全10曲。

## 収録曲
作詞：大友康平、作曲・全編曲：蓑輪単志
（特記以外）
1. HOW MANY NIGHT　[4:24]
  - 作詞：松尾由紀夫
2. ROLLING　[4:14]
3. SEPTEMBER RAIN　[5:40]
  - 作曲：八島順一
4. STAY　[4:06]
  - 作曲：八島順一・蓑輪単志
5. TOKYO　[5:29]
  - 作詞：松井五郎
  - 作曲：八島順一
6. 無理を承知で……　[4:17]
7. SCRAP DREAM　[4:41]
  - 作詞：松井五郎
8. DON'T CRY　[5:56]
  - 作詞：松井五郎
  - 作曲：八島順一
9. BLACKBOARD JUNGLE　[4:03]
  - 作曲：八島順一
10. ROAD　[5:20]

## ミュージシャン

### HOUND DOG
- 大友康平：リードボーカル
- 八島順一：ギター
- 西山毅：ギター
- 蓑輪単志：キーボード
- 鮫島秀樹：ベース
- 橋本章司：ドラム

### アディショナル・ミュージシャン
- 梅津和時：サックス（2,7）
- 金子飛鳥ストリングス：ストリングス